# 57-мм саморушна протитанкова гармата СД-57
СД-57 (індекс ГАУ 52-П-274) — післявоєнна радянська 57-мм саморушна протитанкова гармата конструкції К. В. Беляєвського і С. Ф. Коміссарика. Призначена для ураження легкоброньованої техніки, знищення живої сили і вогневих засобів противника поза укриттів і за легкими укриттями.

## Концепція саморушної гармати
Після закінчення Другої світової війни в Збройних Силах СРСР бурхливого розвитку як рід військ зазнали повітряно-десантні війська. Новий рід військ потребував високомобільної техніки і озброєння, які можуть транспортуватися на поле бою десантовисадочними засобами і, при цьому, самостійно здійснювати маневр в бою. На відміну від самохідної артилерії, тактико-технічні характеристики якої забезпечували самостійне здійснення маршу, саморушні гармати передбачалося буксирувати на рубіж тягачами або доставляти іншими транспортними засобами (зокрема авіацією), але при цьому вони мали своїм ходом змінювати позицію на полі бою.
Першою такою гарматою, яка фактично об'єднало весь досвід створення гармат такого класу, стала саморушна протитанкова гармата СД-44, яка надійшла на озброєння Радянської армії у листопаді 1954 року. У 1957 році на озброєння ПДВ надійшла більш легка СД-57 калібру 57 міліметрів. СД-57 можна було транспортувати повітрям в вантажних кабінах військово-транспортних літаків Ан-8, Ан-12, гелікоптерів Мі-4 з десантуванням як посадковим, так і парашутним способом (з використанням платформи ПП-127-3500 і парашутних систем). За штатом у артилерійський полк повітряно-десантної дивізії входили два дивізіони СД-57 (18 гармат) і окремий винищувально-протитанковий дивізіон — ще три батареї по шість СД-57 в кожній.

## Історія створення
Незабаром після війни в СРСР було розроблено низку протитанкових артилерійських систем. Серед інших — 57-міліметрова протитанкова гармата Ч-26. Ця гармата мала ствол довжиною в 74 калібри з клиновим затвором, гідравлічні противідкатні пристрої, а також лафет з двома станинами та колісним ходом. Серійне виробництво Ч-26 розпочалося у 1951 році. Тоді ж виникла ідея підвищити мобільність гармати за рахунок можливості пересуватися полем бою без тягача, як це було реалізовано в гарматі СД-44. Вся необхідна документація на гармату була передана розробнику СД-44 — ОКБ-9 у Свердловську. Технічним завданням передбачалася установка на готову гармату двигуна, трансмісії та необхідного супутнього обладнання. Крім того передбачалося зберегти можливість буксирування гармати різними тягачами для перевезення на великі відстані.
Перша партія з шести гармат СД-57 була здана заводом № 9 в листопаді 1954. До кінця року була виготовлена додаткова партія з ще шести гармат. За результатами випробувань, проведених у 1955 році, в 1957 році гармата була прийнята на озброєння.

## Конструктивні особливості
Власне гармата в ході модернізації не зазнала серйозних змін: моноблочний ствол з клиновим затвором накладені на лафет. Ствол складався з труби-моноблока з двокамерним дуловим гальмом, казенника та ствольної обойми. В гарматний лафет входили люлька, гідравлічні противідкатні пристрої, верхній станок, механізми наведення, врівноважувальний механізм, підресорений нижній станок, станини, колеса, щитове прикриття та прицільні прилади. Для стрільби прямою наводкою і з закритих позицій гармата мала приціли ОП2А-50 і МП1-50.
З метою реалізації нових технічних можливостей суттєвому доопрацюванню піддався лафет, який було необхідно оснастити двигуном. На лівій стороні несучого листа гармати була змонтована спеціальна рама для двигуна М-72 (двигун від важкого мотоцикла М-72). Мотоциклетний карбюраторний двигун мав два циліндри загальною потужністю 18 к.с. Двигун був пов'язаний з сухим дводисковим зчепленням, двоходовою коробкою передач яка забезпечувала три передачі руху вперед і одну назад, головним валом, заднім мостом, карданними приводами та бортовими передачами. Обертання передавалося на колеса лафета (взяті від автомобіля ГАЗ-69), розташовані безпосередньо під гарматою. Для забезпечення можливості самостійної їзди і керування напрямком руху на правій станині був змонтований спеціальний вузол, що об'єднував в собі напрямне колесо (від «Москвича-402»), поворотний механізм і кермову колонку. Там же розташовувалися важіль коробки передач та педалі. При приведенні гармати в бойове положення напрямне колесо складалося вбік. На тій же правій станині встановлювалося сидіння артилериста-водія. Власний рушій гармати призначався виключно для невеликих переміщень безпосередньо на полі бою. До місця бою її передбачалося буксирувати тягачами ГАЗ-51, ГАЗ-63, ЗІС-151, або будь-яким відповідним автотранспортом з максимальною швидкість буксирування до 60 км/год.
У гарматі використовувалися унітарні артилерійські постріли з бронебійними підкаліберними, кумулятивно-осколковими й осколково-фугасними снарядами. Боєприпаси уніфіковані з гарматами ЗІС-2 і Ч-26. Застосовані в гарматі підкаліберні бронебійно-трасуючі снаряди УБР-271П та УБР-271Н викидалися зі ствола з початковою швидкістю 1250 м/с і пробивали броню товщиною до 90-100 мм. Вже в середині 1950-х потужність гармати викликала певні нарікання — калібр в 57 міліметрів був явно недостатній для ураження сильноброньованих цілей. СД-57 могла успішно боротися лише з легкою бронетехнікою та руйнувати польові укріплення противника.